# ويني جورج
ويني جورج (19 يناير 1914 - 19 مارس 1988) (بالإنجليزية: Winnie George)‏ هي لاعبة كريكت أسترالية. شاركت مع منتخب أستراليا الوطني للكريكت.

## وصلات خارجية
- ويني جورج على موقع إي آس بي آن كريك إنفو (الإنجليزية)